# Volo Aeroflot 415
Il volo Aeroflot 415 (Рейс 415 Аэрофлота Reys 415 Aeroflota) era un volo regionale passeggeri operato da Aeroflot da Leopoli a Soči con scalo a Sinferopoli. Il 28 luglio 1962 l'Antonov An-10 che operava la rotta si schiantò nei pressi di Gagra, città della RSS Abkhazia compresa nella RSS Georgiana, causando la morte di tutte le 81 persone che si trovavano a bordo.

## L'aereo
L'aereo coinvolto nell'incidente era un Antonov An-10A con quattro motori Ivchenko AI-20K, registrato come CCCP-11186 alla divisione ucraina di Aeroflot. Al momento dell'incidente, l'Antonov aveva sostenuto 1.358 ore di volo e 1.059 cicli di pressurizzazione.

## L'equipaggio e i passeggeri
A bordo del volo 415 erano presenti 74 passeggeri e sette membri dell'equipaggio. L'equipaggio in cabina di pilotaggio era composto da:
- Comandante Boris Martyashev
- Copilota Vladimir Sergeev
- Navigatore Grigory Karavay
- Ingegnere di volo Vasily Kozyrev
- Operatore radio Peter Shmygal

Il fisico nucleare Natan Yavlinsky, progettista dei dispositivi tokamak, era sul volo con la sua famiglia.

## L'incidente
Alle 14:37 l'An-10 partì dall'aeroporto di Simferopoli e ha proseguito sulla rotta a un'altitudine di 6000 metri. Alle 15:06 il volo è stato trasferito al controllo del traffico aereo di Soči. Alle 15:29 l'equipaggio dell'An-10 contattò il controllo del traffico aereo e ricevette l'istruzione di procedere su una rotta di 240° e il bollettino meteorologico; erano presenti venti miti a 3-4 m/s. Il controllore non informò i piloti della copertura nuvolosa a circa 600 metri sulle montagne vicine. Poco dopo all'aereo fu concesso il permesso di ridurre l'altitudine a 500 metri. Alle 15:37 l'equipaggio riferì di essere passato alla nuova altitudine assegnata, ancora su una rotta di 240°. Il controllore rispose ordinando al volo di cambiare rotta di circa 60°; dopodiché il controllore venne sostituito dopo il cambio di turno. Quando il nuovo controllore notò l'aereo avvicinarsi alle montagne, ordinò al volo di cambiare rotta a sinistra di 20°, quando in realtà ci sarebbero voluti almeno 60° per evitare le montagne. Alle 15:41, a un'altitudine di 500 metri, l'aereo si schiantò contro la montagna alta 700 metri, uccidendo tutte le 81 persone a bordo.

## Cause
Numerosi errori sono stati responsabili dell'incidente, tra cui:
- Il piano di volo insoddisfacente, che prevedeva che il volo 415 si avvicinasse all'aeroporto con una rotta di 240° rispetto al versante delle montagne;
- La configurazione di avvicinamento stessa, che non era stata approvata dal Ministero dell'Aviazione Civile.
- La scarsa preparazione dell'equipaggio per il volo verso l'aeroporto di Soči ha portato l'equipaggio a seguire le istruzioni del controllore del traffico aereo, mettendolo su una rotta pericolosa e facendo sì che il volo entrasse tra le nuvole e si schiantasse contro la montagna.
- La vicinanza dell'avvicinamento degli aerei alle montagne, in particolare la distanza di separazione tra i voli in arrivo e le montagne.

## Conseguenze
Dopo l'incidente è stato vietato l'avvicinamento dalle montagne. Tutti gli aerei in arrivo all'aeroporto di Soči ora effettuano l'avvicinamento via mare.